# 아돌포 셀리

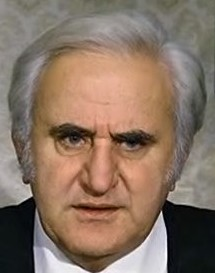

아돌포 첼리(Adolfo Celi, 1922년 7월 27일 ~ 1986년 2월 19일)는 이탈리아의 영화 감독, 배우, 영화 프로듀서, 연극 배우, 영화배우, 텔레비전 배우이다.
메시나에서 태어났으며 로마에서 사망하였다. 사인은 심근 경색이다.

## 영화
- 보르지아 (1981년)
- 굿나잇, 레이디스 앤 젠틀맨 (1976년)
- 내가 사랑한 스파이 (1976년)
- 열 개의 인디언 인형 (1974년)
- 자유의 환상 (1974년)
- 히틀러: 더 라스트 텐 데이즈 (1973년)
- 성프란체스코 (1973년)
- 이탈리안 커넥션 (1972년)
- 마드리드의 악몽 (1972년)
- 루 모귀의 살인자 (1971년)
- 인 서치 오브 그레고리 (1970년) - 맥스 역
- 프래그먼트 오브 피어 (1970년)
- 비밀지령 (1968년)
- 데인저: 디아볼릭 (1968년)
- 7인조 도둑 (1968년)
- 오케이 코네리 (1967년)
- 여왕폐하 대작전 (1967년)
- 양키 (1966년)
- 왕이 된 사나이 (1966년)
- 그랑 프리 (1966년)
- 어느 개인 날 아침 갑자기 (1965년)
- 아거니 앤 엑스터시 (1965년)
- 007 선더볼 작전 (1965년) - 에밀리오 라고 역
- 탈주 특급 (1965년)
- 리오에서 온 사나이 (1964년)
- 야크 인 로마 (1946년)